# Anders Hellquist
Anders Johan Hellquist, född 17 december 1883 i Smedstorps församling, Kristianstads län, död 2 juni 1968 i  Malmö, var en svensk skådespelare, vissångare, direktör och kommunalpolitiker.

## Biografi
Hellquist var 1910–1923 en populär skådespelare samt vis- och kuplettsångare från Malmö. Han turnerade flitigt i landets folkparker. Åren 1923–1935 var han direktör för Folkets park i Malmö. Han var vice ordförande i Malmö Folkets Hus AB, ledamot av stadsfullmäktige 1926–1934, av fattigvårdsstyrelsen 1917–1934, vice ordförande 1925–1929, ordförande 1929–1934, vice ordförande och verkställande ledamot i Malmö stads arbetarhem från 1925, ordförande i hälsovårdsnämnden 1935–1947, ledamot av sjukhusdirektionerna för Malmö allmänna sjukhus och Malmö Östra sjukhus, ordförande i skyddshemsstyrelsen från 1934, samt ledamot av Södra Sveriges förenade folkparker 1924–1935.
Han var bror till skådespelaren Olga Hellquist (1893–1954). De är begravda på S:t Pauli södra kyrkogård i Malmö.

## Filmografi
- 1911 – Rannsakningsdomaren
- 1954 – De röda hästarna